# Stichopus fuscus
Stichopus fuscus är en sjögurkeart. Stichopus fuscus ingår i släktet Stichopus och familjen signalsjögurkor. Inga underarter finns listade i Catalogue of Life.